# Дибич-Забалканський Іван Іванович
Іва́н Іва́нович Ди́бич-Забалка́нський (рос. Ива́н Ива́нович Ди́бич-Забалка́нский, до рос. служби Ганс Карл Фрідріх Антін фон Дибич-унд-Нартен (нім. Hans Karl Friedrich Anton von Diebitsch und Narten), 12 або 13 (01 чи 02).05.1785 — 09.06(28.05).1831) — барон, граф (1827), військовий і державний діяч Російської імперії, генерал-ад'ютант (1818), член Державної ради (1823), генерал-фельдмаршал (1829), кавалер багатьох орденів (у тому числі найвищих російських — св. Георгія всіх ступенів, св. апостола Андрія Первозванного й Олександра Невського з алмазними прикрасами, австрійських — Марії Терезії та Леопольда 1-го кл., прусських — Чорного орла та Червоного орла 1-го ст.). Народився в маєтку Грослейпе (Сілезія). Походив із давнього лицарського роду, син прусського (від 1798 — російського) офіцера Ганса Еренфріда фон Дибича (1737—1822). Початкову освіту здобув удома, від 1797 навчався в Берлінському кадетському корпусі.

## Військова кар'єра
Службу в Росії почав 4 вересня (23 серпня) 1801 прапорщиком лейб-гвардії Семеновського полку. 1802 — підпоручик. В Аустерліцькій битві 2 грудня (20 листопада) 1805 був поранений у правицю, але залишився на полі бою, перехопивши шпагу лівою рукою (за цей подвиг нагороджений золотою шпагою з написом «За хоробрість»). 1806 — поручик, 1807 — штабс-капітан, у тодішній кампанії проти наполеонівської Франції відзначений першими трьома орденами: св. Володимира 4-го ст., св. Георгія 4-го ст. та прусським «За заслуги». 1809 — капітан, 1810 — підполковник, 1811 — полковник. 11 березня (28 лютого) 1812 переведений до корпусного штабу П.Вітгенштейна на посаду обер-квартирмейстера.

## 1812
Учасник Війни 1812, став генерал-майором. У грудні на чолі окремого 2-тис. загону, вклинившись між двома колонами прусських військ, які воювали на боці імператора Наполеона I (загальною чисельністю 18 тис. осіб), одну з них, терміново уклавши з нею сепаратну Таурогенську конвенцію, схилив до нейтралітету, а другу взагалі приєднав до своїх лав, що мало значний вплив на розгортання визвольної війни 1813 у Німеччині.

## 1813—1815
1813 — у зарубіжному антинаполеонівському поході, генерал-лейтенант, генерал-квартирмейстер союзних військ. 1814 — один із провідників переможної стратегії негайного просування на Париж. 1815 — нач. штабу 1-ї армії, того ж року взяв шлюб із баронесою Женні фон Торнау (1799—1830), племінницею М.Барклая де Толлі (колиш. фрейліна, 1829 отримала звання статс-дами).

## Двадцяті рокиXIX століття
1821 перебував з імператором Олександром I на Лайбахському конгресі. 7 травня(25 квітня) 1823 призначений виконувати обов'язки начальника «Головного штабу Його Величності» (за рік офіційно затверджений у цьому званні), відтоді входив до Комітету міністрів і супроводжував царя в усіх поїздках, аж до останнього відвідання Криму та м. Таганрог (нині місто Ростовської обл., РФ) 1825. Разом із князем Петром Волконським привіз до Санкт-Петербурга із Варшави зречення від престолу цесаревича Костянтина Павловича (Романова). Керував арештами декабристів (див. Декабристів рух). 1826 став генералом од інфантерії. За дорученням імператора Миколи I 1827 усунув з посади царського намісника на Кавказі О.Єрмолова.
Учасник російсько-турецької війни 1828—1829, розробив план кампанії з орієнтацією на Бессарабію як на перспективний театр військових дій. Від 21(09) лютого 1829 — головнокомандувач 2-ї армії. Після підписання Андріанопольського мирного договору 1829 удостоєний титулу «Забалканський». Того ж року Чернігівський піхотний полк отримав його ім'я як свого шефа: «полк фельдмаршала графа Дибича-Забалканського». Від 13(01) грудня наступного року Д. — головнокомандувач російськими військами, що були спрямовані на придушення польського повстання 1830—1831.
Помер (за чутками — отруївся) в с. Клєшево Пултуського повіту Царства Польського (нині — Республіка Польща). Його серце поховане в м. Пултуськ (Польща), тіло — в С.-Петербурзі.